# Racing Point RP19
Racing Point RP19 —  гоночный автомобиль с открытыми колёсами в Формуле-1, был разработан и построен командой конструктором Racing Point F1 Team для участия в чемпионате мира Формулы-1 сезона 2019 года. Болид был оснащен двигателем Mercedes 2019 года спецификации, M10 EQ Power+. Пилотировали в 2019 году болид, мексиканский пилот Серхио Перес и канадский Лэнс Стролл. Оба пилота выступали в данной конюшне первый год, так как команда дебютировала в гонках чемпионата мира Формулы-1 с 2019 года. Болид дебютировал на Гран-при Австралии 2019 года.

## Разработка болида

### Презентация RP19
Презентация Racing Point обещала быть самой интригующей так как в прошлом году команда, прежде выступавшая первую половину сезона как Force India, а начиная с Гран-при Бельгии как Racing Point Force India сменила владельцев и итоговое название. Презентацию первой машины новой команды прошло в Торонто, на международном автосалоне, так же была организована прямая трансляция для тех, кто не смог приехать в Канаду.
Презентацию открыли руководитель команды Отмар Сафнауэр и технический директор Эндрю Грин, заявив о намерении продолжить славную историю Force India, которой в прошлом удавалось добиваться достаточно неплохих результатов при весьма скромных затратах.
За три недели до презентации команда подписала контракт с титульным партнёром – букмекерской компанией SportPesa, получив итоговое название SportPesa Racing Point F1 Team. Сотрудничество со спонсорами из BWT продолжилось, так что машины сохранили розовую раскраску в гамме немецкого бренда с добавкой синих цветов SportPesa.

## Технические особенности

### Дизайн
Как и все автомобили Формулы-1 2019 года, Racing Point RP19 — это монокок с открытыми колёсами из армированного углеродным волокном пластика (углепластик). Кроме монокока, многие другие части болида, включая части кузова и рулевое колесо, также изготовлены из углепластика. Тормозные диски также изготовлены из композитного материала, армированного углеродными волокнами. RP19 оснащен системой Halo, которая обеспечивает дополнительную защиту головы пилота. в соответствии с техническим регламентом.

## Результаты выступлений
| Легенда к таблице |                                                                    |
| --- | ------------------------------------------------------------------ |
| В таблице перечислены результаты всех Гран-при Формулы-1, в которых использовался автомобиль. Строками таблицы являются сезоны, столбцами — этапы чемпионата мира. В каждой клетке указаны сокращённое название этапа и результат, дополнительно обозначенный цветом. Расшифровка обозначений и цветов представлена в нижеследующей таблице. |                                                                    |
| \| Пример \| Описание \| \| ------------ \| ------------------------------------------------------------------ \| \| 1 \| Победитель \| \| 2 \| Второе место \| \| 3 \| Третье место \| \| 5 \| Финишировал, заработав очки \| \| Сход \| Не финишировал, но при этом заработал очки \| \| 12 \| Финишировал, не получив очков \| \| НКЛ \| Финишировал, но не попал в финальную классификацию \| \| 15 \| Участвовал вне зачёта, либо по отдельной классификации \| \| 18 \| Не финишировал, но попал в финальную классификацию \| \| Сход \| Не финишировал \| \| НКВ \| Не прошёл квалификацию \| \| НПКВ \| Не прошёл предквалификацию \| \| ДСК \| Дисквалифицирован \| \| ИСК \| Исключён из протокола соревнований \| \| ТТ \| Заявлен для участия только в тренировках \| \| НС \| Участвовал в квалификации, но не стартовал в гонке \| \| Т \| Травмирован или болен \| \| ОТК \| Отказ от участия \| \| НТР \| Прибыл на соревнования, но на трассу не выезжал \| \| НПР \| Был заявлен в числе участников, но не прибыл к началу соревнований \| \| О \| Соревнования отменены \| \| \| Не участвовал \| \| Поул-позиция \| \| \| Быстрый круг \| \| |                                                                    |
| Пример | Описание                                                           |
| 1 | Победитель                                                         |
| 2 | Второе место                                                       |
| 3 | Третье место                                                       |
| 5 | Финишировал, заработав очки                                        |
| Сход | Не финишировал, но при этом заработал очки                         |
| 12 | Финишировал, не получив очков                                      |
| НКЛ | Финишировал, но не попал в финальную классификацию                 |
| 15 | Участвовал вне зачёта, либо по отдельной классификации             |
| 18 | Не финишировал, но попал в финальную классификацию                 |
| Сход | Не финишировал                                                     |
| НКВ | Не прошёл квалификацию                                             |
| НПКВ | Не прошёл предквалификацию                                         |
| ДСК | Дисквалифицирован                                                  |
| ИСК | Исключён из протокола соревнований                                 |
| ТТ | Заявлен для участия только в тренировках                           |
| НС | Участвовал в квалификации, но не стартовал в гонке                 |
| Т | Травмирован или болен                                              |
| ОТК | Отказ от участия                                                   |
| НТР | Прибыл на соревнования, но на трассу не выезжал                    |
| НПР | Был заявлен в числе участников, но не прибыл к началу соревнований |
| О | Соревнования отменены                                              |
| | Не участвовал                                                      |
| Поул-позиция |                                                                    |
| Быстрый круг |                                                                    |

| Сезон | Шасси             | Двигатель                      | Ш | Гонщики      | 1   | 2   | 3   | 4   | 5    | 6   | 7   | 8   | 9   | 10  | 11   | 12  | 13  | 14  | 15   | 16  | 17  | 18  | 19  | 20  | 21   | Место | Очки |
| ----- | ----------------- | ------------------------------ | - | ------------ | --- | --- | --- | --- | ---- | --- | --- | --- | --- | --- | ---- | --- | --- | --- | ---- | --- | --- | --- | --- | --- | ---- | ----- | ---- |
| 2019  | Racing Point RP19 | Mercedes M10 EQ Power+ 1,6 V6T | P |              | АВС | БАХ | КИТ | АЗЕ | ИСП  | МОН | КАН | ФРА | АВТ | ВЕЛ | ГЕР  | ВЕН | БЕЛ | ИТА | СИН  | РОС | ЯПО | МЕК | США | БРА | АБУ  | 7     | 73   |
| 2019  | Racing Point RP19 | Mercedes M10 EQ Power+ 1,6 V6T | P | Серхио Перес | 13  | 10  | 8   | 6   | 15   | 12  | 12  | 12  | 11  | 17  | Сход | 11  | 6   | 7   | Сход | 7   | 8   | 7   | 10  | 9   | 7    | 7     | 73   |
| 2019  | Racing Point RP19 | Mercedes M10 EQ Power+ 1,6 V6T | P | Лэнс Стролл  | 9   | 14  | 12  | 9   | Сход | 16  | 9   | 13  | 14  | 13  | 4    | 17  | 10  | 12  | 13   | 11  | 9   | 12  | 13  | 19  | Сход | 7     | 73   |

## Спонсоры
- SportPesa[англ.]
- BWT